# 沈翼
沈翼（1392年—？），字克敬，直隸淮安府山陽縣人，明朝政治人物。進士出身。

## 生平
應天府鄉試第三十一名。宣德五年（1430年）丁丑科會試第七十九名，殿試登進士第三甲第三十一名。

## 家族
曾祖沈孟賢。祖父沈思仁。父亲沈仲和。